# Adam Wästlund
Adam Alexander Wästlund, född 3 januari 2001, är en svensk fotbollsspelare som spelar för Lindome GIF.

## Karriär
Wästlund är fostrad i Solängens BK och spelade som junior även för GAIS. I april 2018 flyttades han upp i GAIS A-lag och skrev på ett treårskontrakt. Wästlund gjorde sin Superettan-debut den 5 maj 2019 i en 1–0-vinst över Jönköpings Södra, där han blev inbytt på övertid mot Predrag Ranđelović.
I augusti 2019 lånades Wästlund ut till division 2-klubben Stenungsunds IF. I juni 2020 lånades han ut till Qviding FIF. I mars 2021 blev det en permanent övergång till Qviding.
Inför säsongen 2023 gick Wästlund till division 2-klubben Lindome GIF.